# Ліг-Сіті (Техас)
Ліг-Сіті (англ. League City) — місто (англ. city) в США, в окрузі Галвестон штату Техас. Населення — 114 392 особи (2020).

## Географія
Ліг-Сіті розташований за координатами 29°29′24″ пн. ш. 95°6′33″ зх. д. / 29.49000° пн. ш. 95.10917° зх. д. (29.490104, -95.109125).  За даними Бюро перепису населення США в 2010 році місто мало площу 137,26 км², з яких 132,84 км² — суходіл та 4,42 км² — водойми.

### Клімат
| Клімат : Ліг-Сіті            | Клімат : Ліг-Сіті | Клімат : Ліг-Сіті | Клімат : Ліг-Сіті | Клімат : Ліг-Сіті | Клімат : Ліг-Сіті | Клімат : Ліг-Сіті | Клімат : Ліг-Сіті | Клімат : Ліг-Сіті | Клімат : Ліг-Сіті | Клімат : Ліг-Сіті | Клімат : Ліг-Сіті | Клімат : Ліг-Сіті | Клімат : Ліг-Сіті |
| Показник                     | Січ.              | Лют.              | Бер.              | Квіт.             | Трав.             | Черв.             | Лип.              | Серп.             | Вер.              | Жовт.             | Лист.             | Груд.             | Рік               |
| Абсолютний максимум, °C      | 30,0              | 27,8              | 30,0              | 35,6              | 33,9              | 35,6              | 37,8              | 35,6              | 33,9              | 32,8              | 26,7              | 27,8              | 37,8              |
| Середній максимум, °C        | 17,8              | 18,9              | 21,7              | 26,7              | 29,4              | 32,2              | 32,8              | 32,8              | 30,0              | 27,8              | 18,3              | 17,2              | 25,5              |
| Середній мінімум, °C         | 5,6               | 8,9               | 11,1              | 16,7              | 18,9              | 24,4              | 24,4              | 25,6              | 23,3              | 18,9              | 10,6              | 7,2               | 16,3              |
| Абсолютний мінімум, °C       | −3,3              | 0,0               | −2,2              | 5,6               | 11,7              | 20,6              | 21,7              | 22,8              | 18,9              | 13,9              | 0,6               | 0,6               | −3,3              |
| Норма опадів, мм             | 99                | 77                | 70                | 71                | 92                | 158               | 134               | 134               | 175               | 144               | 113               | 94                | 1361              |
| ---------------------------- | ----------------- | ----------------- | ----------------- | ----------------- | ----------------- | ----------------- | ----------------- | ----------------- | ----------------- | ----------------- | ----------------- | ----------------- | ----------------- |
| Джерело: Weather Underground |                   |                   |                   |                   |                   |                   |                   |                   |                   |                   |                   |                   |                   |

## Демографія
Згідно з переписом 2010 року, у місті мешкало 83 560 осіб у 30 192 домогосподарствах у складі 22 544 родин. Густота населення становила 609 осіб/км².  Було 32119 помешкань (234/км²).
Расовий склад населення:
| - 79,5 % — білих - 7,1 % — чорних або афроамериканців - 5,4 % — азіатів - 0,4 % — корінних американців - 0,1 % — вихідців з тихоокеанських островів - 4,7 % — осіб інших рас |

До двох чи більше рас належало 2,9 %. Частка іспаномовних становила 17,3 % від усіх жителів.
За віковим діапазоном населення розподілялося таким чином: 28,5 % — особи молодші 18 років, 64,2 % — особи у віці 18—64 років, 7,3 % — особи у віці 65 років та старші. Медіана віку мешканця становила 34,5 року. На 100 осіб жіночої статі у місті припадало 96,6 чоловіків;  на 100 жінок у віці від 18 років та старших — 94,4 чоловіків також старших 18 років.
Середній дохід на одне домашнє господарство  становив 107 953 долари США (медіана — 93 675), а середній дохід на одну сім'ю — 120 092 долари (медіана — 104 094). Медіана доходів становила 75 199 доларів для чоловіків та 50 534 долари для жінок. За межею бідності перебувало 5,6 % осіб, у тому числі 8,0 % дітей у віці до 18 років та 2,9 % осіб у віці 65 років та старших.
Цивільне працевлаштоване населення становило 48 078 осіб. Основні галузі зайнятості: освіта, охорона здоров'я та соціальна допомога — 25,6 %, виробництво — 12,8 %, науковці, спеціалісти, менеджери — 12,6 %.